# أحمد فؤاد هنو
الدكتور أحمد فؤاد عبد السلام هنو (13 ديسمبر 1968 -)  هو وزير الثقافة المصري الحالي بوزارة مصطفى مدبولي الثانية، وأستاذ جامعي مصري.

## حياته ونشأته
مواليد 13 ديسمبر 1968 بالقاهرة، حاصل على بكالوريوس من كلية الفنون الجميلة جامعة حلوان قسم حفر 1992، وماجستير في أفلام الرسوم المتحركة التجريبية من جامعة القاهرة 1997. ودكتوراة في فلسفة الفن، متخصص في الاتصال المرئي وإبداع أفلام الرسوم المتحركة.

## مناصب
- معيد بكلية الفنون الجميلة قسم الجرافيك شعبة رسوم متحركة وفن الكتاب.[6]
- أستاذ مساعد بقسم الجرافيك بكلية الفنون الجميلة.[7]
- أستاذ بقسم الجرافيك بكلية الفنون الجميلة.[8]
- عميد كلية الفنون الجميلة جامعة حلوان أغسطس 2019 سابقاً.
- نائب رئيس الجامعة لشئون الطلاب وعميد كلية الفن والتصميم بجامعة الجلالة.[9]
- وزير الثقافة المصري منذ 3 يوليو 2024.[10]
- نائب رئيس الجامعة لشئون الطلاب بجامعة الجلالة الأهلية الحكومية 2023.[11]
- عميد كلية الفن والتصميم جامعة الجلالة الأهلية الحكومية2021.
- وكيل شئون الدراسات العليا والبحوث كلية الفنون الجميلة، جامعة حلوان 2018.
- معيد بكلية الفنون الجميلة قسم الجرافيك شعبة رسوم متحركة وفن الكتاب.[12]
- انتداب للتدريس في: جامعة العلوم الحديثة، والأكاديمية العربية للعلوم والتكنولوجيا والجامعة الألمانية بالقاهرة وجامعة النيل الدولية وكلية الفنون الجميلة، وجامعة المنيا وكلية الفنون الجميلة جامعة المنصورة.[13]

## جوائز
- جائزة أفضل تصميم لفيلم رسوم متحركة ، الملتقى العربي للرسوم المتحركة 2014.
- جائزة أفضل مخرج في مهرجان القاهرة الدولي لأفلام التحريك 2020.
- جائزة التميز في ملتقى الأقصر للفنون الإفريقية 2020.
- تكريم جامعة حلوان للتميز العام 2021

## وزير الثقافة
في أبريل 2025، أعلن عن بدء سلسلة من الأنشطة الثقافية بالقاهرة والمحافظات، تقديرًا لدور نجيب محفوظ البارز في تعزيز الهوية والثقافة المصرية. وتحمل الاحتفالية اسم "محفوظ في القلب"، وتأتي في إطار مبادرة وزارة الثقافة للاحتفاء برموز الثقافية الكبيرة في مصر، وبهدف تذكير الجميع بإسهاماتهم الفنية والثقافية الكبيرة، وتكريم مساعدتهم على فهم طبيعة الهوية المصرية.